# Альципа сіроголова

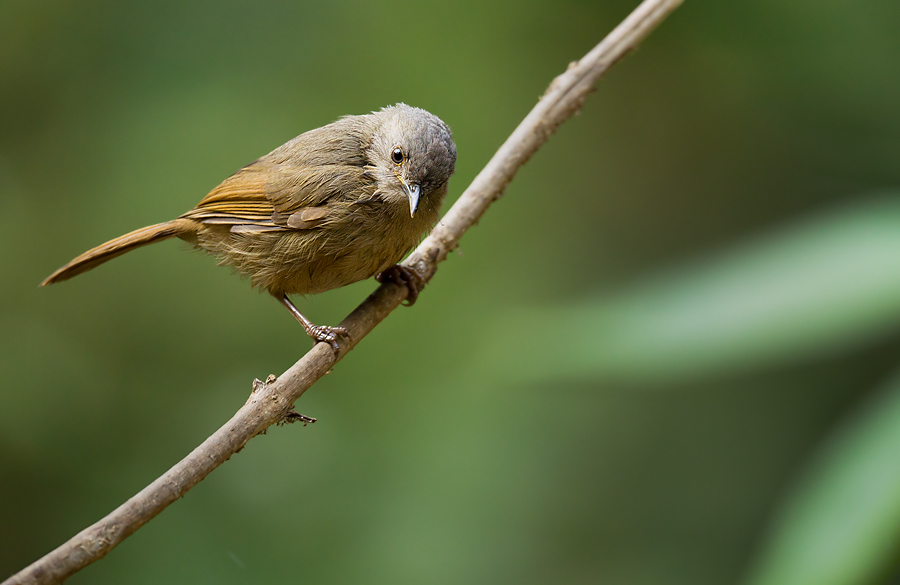
Сіроголова альципа

Альци́па сіроголова (Alcippe poioicephala) — вид горобцеподібних птахів родини Alcippeidae. Мешкає в Південній і Південно-Східній Азії. Виділяють низку підвидів.

## Опис
Довжина птаха становить 15-16,5 см, враховуючи довгий хвіст. Верхня частина тіла коричнева, нижня частина тіла охриста, тім'я сіре, щоки каштанові. Дзьоб короткий, темний.

## Підвиди
Виділяють вісім підвидів:
- A. p. poioicephala (Jerdon, 1841) — Західні Гати (від південного Майсуру (Карнатака) до Керали і гір Палні[en]);
- A. p. brucei Hume, 1870 — центральна і південна Індія;
- A. p. fusca Godwin-Austen, 1877 — Ассам (на південь від Брахмапутри), схід Бангладеш і північна М'янма
- A. p. phayrei Blyth, 1845 — південно-західна М'янма (гори Чин і Аракан);
- A. p. haringtoniae Hartert, E, 1909 — від північно-східної М'янми до західного Юньнаню і північно-західного Таїланду;
- A. p. alearis (Bangs & Van Tyne, 1930) — від південного Юньнаню до північного Таїланду і до північного Індокитаю;
- A. p. karenni Robinson & Kloss, 1923 — східна М'янма і західний Таїланд;
- A. p. davisoni Harington, 1915 — перешийок Кра і острови Мьєй[en].

## Поширення і екологія
Сіроголові альципи мешкають в Індії, Китаї, М'янмі, Таїланді, Бангладеш, Лаосі і В'єтнамі. Вони живуть в тропічних лісах і чагарникових заростях. Живляться комахами і нектаром. В Індії сезон розмноження триває з січня по червень з піком в січні-лютому. Гніздо чашоподібне, робиться з моху, лишайників, трави і листя. В кладці 2-3 яйця. Інкубаційний період триває 10 днів, пташенята покидають гніздо на 12 день.